# Walt Horan
Walter Franklin Horan (ur. 15 października 1898 w Wenatchee, zm. 19 grudnia 1966 w Manila) – amerykański polityk, członek Partii Republikańskiej.

## Działalność polityczna
W okresie od 3 stycznia 1943 do 3 stycznia 1965 przez jedenaście kadencji był przedstawicielem 5. okręgu wyborczego w stanie Waszyngton w Izbie Reprezentantów Stanów Zjednoczonych.